# 千葉県庁
千葉県庁（ちばけんちょう）は、地方公共団体である千葉県の行政機関。
最寄り駅は千葉都市モノレール1号線の県庁前駅、もしくはJR本千葉駅。

## 沿革
- 1869年 - 葛飾県、宮谷県を設置。
- 1871年 - 廃藩置県により下総国に多古県、小見川県、高岡県、佐倉県、古河県、関宿県、結城県、生実県、曾我野県を、上総国に鶴舞県、久留里県、鶴牧県、一宮県、桜井県、松尾県、菊間県、飯野県、大多喜県、佐貫県、小久保県を、安房国に館山県、加知山県、長尾県、花房県をそれぞれ設置。同年、県の統廃合が行われ、木更津県（鶴舞県、久留里県、鶴牧県、一宮県、桜井県、松尾県、菊間県、飯野県、大多喜県、佐貫県、小久保県、宮谷県、館山県、加知山県、長尾県、花房県）、新治県（多古県、小見川県、高岡県と常陸国の麻生県、石岡県、土浦県、志筑県、牛久県、若森県、松川県、龍崎県）、印旛県（佐倉県、古河県、関宿県、結城県、生実県、曾我野県、葛飾県）の三県を設置。
- 1873年 - 6月15日、木更津県と印旛県を統合して千葉県を設置[注釈 1]。当時の庁舎は「千葉町」と称していた本千葉町に所在。第1回県議事会を開催。安房郡で地租改正に着手。
- 1874年 - 県庁舎が放火により焼失。
- 1875年 - 新治県を廃止し香取郡、海上郡、匝瑳郡を千葉県に編入。ほぼ現在の千葉県の区域となる。
- 1878年 - 郡区町村編制法により県内10箇所に郡役所を設置。
- 1889年 - 町村制を施行。
- 1897年 - 郡制、府県制を施行。
- 1895年 - 蚕糸業取締規則を制定。
- 1909年 - 千葉県徽章を制定。
- 1911年 - 新県庁舎の開庁式を挙行。
- 1912年 - 県営軽便鉄道久留里線の木更津・久留里間が開通。
- 1923年 - 郡制を廃止。
- 1924年 - 県立図書館を開館。
- 1930年 - 県教育会館が完成。
- 1934年 - 県産業五ヵ年計画を策定。県水道を起工。
- 1939年 - 県庁内に国民精神総動員事務局を設置。
- 1945年 - 敗戦。県庁本館にGHQ第82軍政部を設置。
- 1947年 - 初の公選知事川口為之助が就任。
- 1952年 - 企業誘致特別条例を制定。
- 1959年 - 開発部を設置。
- 1960年 - 開発公社を設立。
- 1962年9月8日 - 市場町に新県庁舎が完成[1]。
- 1963年 - 公害防止条例を施行[2]。
- 1964年 - 10支庁を設置。第1次総合5ヵ年計画を発表。
- 1965年 - 青少年育成条例を施行。
- 1968年 - 公害研究所を開設[3]。
- 1970年 - 内浦山県民の森を開設。
- 1972年1月17日 - 知事室横のトイレで爆発。過激派が仕掛けた爆弾によるものとして警察が捜査[4]。
- 1973年 - 県政百年記念式典を挙行。
- 1986年10月28日 - 県立房総のむらを開設[5]。
- 1988年6月15日 - 県文書館を開館[6]。
- 1989年2月7日 - 県立中央博物館を開館[7]。
- 1995年 - 環境基本条例、環境保全条例を制定。
- 1996年2月23日 - 県庁旧庁舎の南側に新庁舎竣工[8]。供用を開始。
- 2006年 - 全国初の障害者条例を制定。

## 組織
[表示]をクリックすると一覧を表示。2023年度。
- 知事
  - 副知事
    - 総務部
      - 秘書課、総務課、財政課、資産経営課、管財課、税務課、市町村課、政策法務課、学事課、審査情報課、総務ワークステーション
      - 東京事務所、地域振興事務所［葛南・東葛飾・印旛・香取・海匝・長生・山武・夷隅・君津・安房］、職員能力開発センター、公営競技事務所、県税事務所［中央・千葉西・船橋・松戸・柏・佐倉・香取・旭（銚子支所）・東金・茂原（大多喜支所）・館山・木更津・市原］、自動車税事務所［支所（千葉・習志野・野田・袖ケ浦）］、文書館
      - デジタル改革推進局
        - デジタル戦略課、デジタル推進課、情報システム課

    - 総合企画部
      - 政策企画課、地域づくり課、国際課、報道広報課、統計課、水政課、成田空港政策課、空港地域共生課、交通計画課、男女共同参画課
      - 旅券事務所、男女共同参画センター

    - 防災危機管理部
      - 危機管理政策課、防災対策課、消防課、産業保安課
      - 消防学校

    - 健康福祉部
      - 健康福祉政策課、健康福祉指導課、健康づくり支援課、疾病対策課、児童家庭課、子育て支援課、高齢者福祉課、障害者福祉推進課、障害福祉事業課、保険指導課、医療整備課、薬務課、衛生指導課
      - 健康福祉センター【保健所】［習志野・市原・松戸・野田・印旛・香取・海匝・山武・長生・夷隅・安房・君津・市原］、衛生研究所、児童相談所［中央・市川・柏・銚子・東上・君津］、生実学校、富浦学園、乳児院、障害者相談センター［中央・東葛飾］、精神保健福祉センター、保健医療大学、看護専門学校［鶴舞・野田］、動物愛護センター［東葛飾支所］、食肉衛生検査所［中央・東総・南総］

    - 環境生活部
      - 環境政策課、大気保全課、水質保全課、自然保護課、資源型社会推進課、温暖化対策推進課、廃棄物指導課、ヤード・残土対策課、くらし安全推進課、県民生活課
      - スポーツ・文化局
        - 生涯スポーツ振興課、競技スポーツ振興課、文化振興課

      - 環境研究センター、消費者センター

    - 商工労働部
      - 経済政策課、経営支援課、産業振興課、企業立地課、観光企画課、観光誘致促進課、雇用労働課、産業人材課
      - 産業支援技術研究所、計量検定所、高等技術専門校［市原・船橋・我孫子・旭・東金］、障害者高等技術専門校

    - 農林水産部
      - 農林水産政策課、団体指導課、生産振興課、流通販売課、担い手支援課、農地・農村振興課、安全農業推進課、耕地課、畜産課、森林課
      - 水産局
        - 水産課、漁業資源課、漁港課

      - 農業事務所［千葉・東葛飾・印旛・香取・海匝・山武・長生・夷隅・安房・君津］、花植木センター、農林総合研究センター、農業大学校、家畜保健衛生所［中央・東部・南部・北部］、畜産総合研究センター、森業事務所［北部・中部・南部］、水産事務所［銚子・館山・勝浦］、水産情報通信センター、水産総合研究センター、漁港事務所［銚子・南部］

    - 県土整備部
      - 県土整備政策課、技術管理課、建設・不動産課、用地課、道路計画課、道路整備課、道路環境課、河川整備課、河川環境課、港湾課、営繕課、施設改修課
      - 都市整備局
        - 都市計画課、市街地整備課、公園緑地課、下水道課、建築指導課、住宅課

      - 土木事務所［千葉・葛南・東葛飾・柏・印旛・成田・香取・銚子・海匝・山武・長生・夷隅・安房・君津・市原］、港湾事務所［千葉・葛南・木更津］、北千葉道路建設事務所、真間川改修事務所、ダム管理事務所［亀山・片倉、高滝］、区画整理事務所［流山・柏・木更津］、下水道事務所［印旛沼・手賀沼・江戸川］

  - 会計管理者
    - 出納局
- 行政委員会
  - 教育委員会
    - 教育庁（事務局）
      - 企画管理部
        - 教育総務課、教育政策課、財務課、教育施設課、福利課

      - 教育振興部
        - 生涯学習課、学習指導課、児童生徒安全課、特別支援教育課、教職員課、保健体育課、文化財課
        - 教育事務所［葛南・東葛飾・北総・東上総・南房総］、
        - さわやかちば県民プラザ、図書館、総合教育センター、こどもと親のサポートセンター、美術館、博物館、中学校、高等学校、特別支援学校

  - 公安委員会
    - 千葉県警察本部

  - 選挙管理委員会
  - 人事委員会 - 事務局 - 任用課、給与課
  - 監査委員 - 事務局 - 調整課、監査課
  - 労働委員会 - 事務局 - 審査調整課
  - 収用委員会 - 事務局
  - 海区漁業調整委員会 - 事務局
  - 内水面漁場管理委員会
- 千葉県企業局
  - 管理部
    - 総務企画課、業務振興課、財務課、経理課
      - 県水お客様センター、施設整備センター、千葉水道事務所［支所］、船橋水道事務所［支所］、市川水道事務所［支所］、

  - 水道部
    - 計画課、浄水課、給水課
      - 栗山浄水場、柏井浄水場、北総浄水場、福増浄水場、ちば野菊の里浄水場、誉田給水場、北船橋給水場、松戸給水場、水質センター

  - 工業用水部
    - 工業用水管理課、施設設備課
      - 千葉工業用水道事務所、葛南工業用水道事務所、君津工業用水道事務所

  - 土地管理部
    - 土地事業調整課、土地分譲課、資産管理課
- 千葉県病院局
  - 経営管理課
    - がんセンター、千葉県総合救急災害医療センター、こども病院、循環器病センター、佐原病院